# كنوت كرون
كنوت كرون (بالسويدية: Knut Kroon)‏ (19 يونيو 1906 - 27 فبراير 1975) لاعب كرة قدم سويدي راحل كان يجيد اللعب في خط الهجوم.
لعب طوال مسيرته الرياضية في نادي ستاتينا وهيلسينغبورغ (1925-1942).
مثل منتخب السويد في 35 مباراة (1925-1934). شارك مع منتخب السويد في بطولة كأس العالم 1934 في إيطاليا حيث خرج من الدور الربع النهائي.

## وصلات خارجية
- كنوت كرون على موقع الاتحاد الدولي (مؤرشف)  (الإنجليزية)
- كنوت كرون على موقع اتحاد السويد (السويدية)
- كنوت كرون على موقع قاعدة بيانات كرة القدم.إي يو (الإنجليزية)
- كنوت كرون على موقع ناشيونال فوتبول تيمز (الإنجليزية)
- كنوت كرون على موقع عالم كرة القدم.نت (الإنجليزية)
- كنوت كرون على موقع أوليمبيديا (الإنجليزية)

- سيرة ذاتية